# Tepuia venusta
Tepuia venusta là một loài thực vật có hoa trong họ Thạch nam. Loài này được Camp miêu tả khoa học đầu tiên năm 1939.